# Hel (zespół muzyczny)
Hel – szwedzki zespół wykonujący viking metal/viking rock założony w 1999 roku. Nazwa pochodzi od imienia nordyckiej bogini świata umarłych.

## Skład zespołu
- Ulrica Pettersson - wokal
- Malin Pettersson - wokal
- Adde Norlin - gitara, instrumenty klawiszowe
- Esa Rosenström - gitara
- Stefan Johansson - gitara basowa
- Piere Karlsson - perkusja

## Dyskografia
- Valkyriors dom (1999)
- Blodspår (2001)
- Bortglömda tid (2002)
- Det som varit ÄR (2003)